# Списък на известните личности (Милано)
Това е списък с известни личности, родени, починали или свързани с град Милано, Италия

## Родени в Милано
Българи
- Руслан Райчев (1919 – 2006), диригент

Италианци
- Алесандро Мамуд (р. 1992), певец и автор на песни, 2 пъти победител (2019 и 2022 г.) във Фестивала на италианската песен в Сан Ремо и представител на Италия в Песенния конкурс „Евровизия“ през 2019 и 2022 г.
- Адриана Асти (р. 1936), актриса
- Адриано Челентано (р. 1938), певец, киниактьор и кинорежисьор
- Алберто Аскари (р. 1918), пилот, двукратен световен шампион от Формула 1
- Алдо Кампатели (1919 – 1984), футболист (полузащитник) и треньор
- Алдо Рива (р. 1923), футболист
- Алдо Роси (1931 – 1997), архитект и урбанист
- Алесандро Манцони (1785 – 1873), класик на италианската литература, известен с основополагащи за съвременната италианска книжовност творби като историческия роман „Годениците“
- Алесио Локатели (р. 1978), футболист
- Англезия Висконти (1377 – 1439), принцеса от рода Висконти, чрез женитба кралица на Кипър, титулярна кралица на Йерусалим и кралица на Армения (1401 – ок. 1408)
- Анджело Акини (1850 – 1930), художник
- Аниезе Висконти (1363 – 1391), господарка на Мантуа чрез женитба с Франческо I Гондзага
- Аниезе дел Майно (ок. 1411 – 1465), миланска благородничка, метреса на миланския херцог Филипо Мария Висконти
- Анна Мария Сфорца (1473 – 1497), принцеса на Милано и чрез женитба херцогиня на Ферара, Модена и Реджо
- Антонио Раймонди (1826 – 1890), географ и картограф на перуанска служба
- Армандо Кастелаци (1904 – 1968), футболист – полузащитник и треньор
- Аурелио Биасони (1912 – 1950), футболист
- Барбара Фритоли (р. 1967), сопран с водещи роли на сцената на множество опери в Европа и САЩ
- Бернабò Висконти (1321 или 1323 – 1385), господар на Бергамо, Бреша, Кремона, Сончино, Лонато и Валкамоника и съгосподар на Милано заедно с братята си Матео II и Галеацо II
- Бетино Кракси (1934 – 2000), политик, лидер на Италианската социалистическа партия от 1976 до 1993 г. и министър-председател на Италия от 1983 до 1987 г.
- Биаджо Антоначи (р. 1963), певец, автор на песни и китарист
- Бианка Атцей (р. 1987), певица
- Бианка Мария Сфорца (1472 – 1510), кралица на Германия и Италия, ерцхерцогиня на Австрия (1494 – 1510), като втора съпруга на император Максимилиан I императрица на Свещената Римска империя (1508 – 1510) и херцогиня на Савоя
- Бонавентура Франческо Кавалиери (1598 – 1647), математик, известен с трудовете си по геометрия и математически анализ
- Бруно Боцето (р. 1938), аниматор и карикатурист, сценарист и режисьор, известен най-вече с героя си г-н Роси
- Валентина Висконти (1371 – 1408), принцеса и чрез женитба херцогиня на Орлеан
- Валтер Дзенга (р. 1960), футболист и треньор
- Верде (Виридис) Висконти (1352 – 1414), принцеса на Милано и чрез женитба херцогиня на Австрия
- Вирджилио Фосати (1889 – 1918), футболист, полузащитник
- Виторио Аньолето (р. 1958), комунист, член на Европейския парламент
- Диего Абатантуоно (р. 1955), актьор
- Джовани Леви (р. 1939), стопански историк, заедно с Карло Гинзбург основател на Микроисторията, клон на социалната история, считан за едно от най-важните направления в историографията в края на ХХ век
- Джовани Паоло I Сфорца (1497 – 1535), кондотиер от фамилията Сфорца и първи маркиз на Караваджо (1532 – 1535), основател на кадетстката линия на маркизите на Караваджо
- Габриеле Базилико (1944 – 2013), фотограф
- Габриеле Нисим (р. 1950), журналист, есеист и историк
- Галеацо II Висконти (1320 – 1378), господар на Милано (1349 – 1378)
- Гиго Агости (р. 1936), певец, композитор и музикант
- Джакомо Тривулцио (1440 или 1448 – 1518), кондотиер на френска служба, участвал в няколко битки по време на Италианските войни, от 1499 г. маршал на Франция
- Джанкарло Агаци (1932 – 1995), хокеист на лед, треньор и президент, шесткратен шампион на италианската Серия А и двукратен шампион на Купа „Шпенглер“
- Джанкарло Багети (1934 – 1995), пилот от Формула 1
- Джан Мария Волонте (1933 – 1994), актьор
- Джей Акс, псевдоним на Алесандро Алеоти (р. 1972), рапър, автор на песни
- Джакомо (Джеки) Русо (р. 1937), пилот от Формула 1
- Джакомо Черути, нар. Питочето (1698 – 1767), къснобароков художник
- Джовани Берше (1783 – 1851), поет, публицист и общественик
- Джовани Страца (1818 – 1876), скулптор
- Джорджо Баси (р. 1934), пилот от Формула 1
- Джорджо Манганели (1922 – 1990), писател, журналист, есеист и преводач, майстор на разказа, смятан за представител на италианския литературен неоавангард
- Джорджо Муджани (1887 – 1938), художник, карикатурист, пионер в публицистиката и футболен съдия
- Джорджо Салмоираги (р. 1936), художник
- Джузепе Арчимболдо (1527 – 1593), художник
- Джузепе Балерио (1909 – 1999), футболен защитник
- Джузепе Досена (р. 1958), футболист, полузащитник и треньор
- Джузепе Меаца (1910 – 1979), футболист и треньор
- Джузепе Метика (1919 – 2013), футболист
- Джузепе Молтени (1800 – 1867), художник
- Дино Ризи (1916 – 2008), филмов режисьор
- Доменико „Мимо“ Скиатарела (р. 1967), автомобилен състезател, участвал в седем състезания на Формула 1
- Донато Феличе д'Алио (1677 – 1761), архитект в стил Рококо, работил в Австрия
- Елизабета Висконти (1374 – 1432), чрез женитба херцогиня на Бавария-Мюнхен (1397 – 1432)
- Енцо Тонти (1935 – 2021), математик
- Еркòми, псевдоним на Мирко Мануеле Марторана (р. 1994), рапър и автор на песни
- Ермано Аеби (1892 – 1976), футболист, рефер, двукратен шампион в италианската Серия А
- Ернесто Теодоро Монета (1833 – 1918), публицист и политик, основател и председател на Ломбардската мирна лига, ннобелов лауреат за мир за 1907 г. заедно с Луи Рено
- Есторе Висконти (1346 – 1413), съгосподар на Милано (16 май – 12 юни 1412) с Джанкарло Висконти
- Еудженио Калаби (р. 1923), математик
- Еудженио Монтале (1896 – 1981), поет, носител на Нобелова награда за литература за 1975 г.
- Иван Капели (р. 1963), пилот от Формула 1
- Иза Миранда (1905 – 1982), актриса
- Иполита Сфорца (1481 – 1520), благородничка от фамилията Сфорца, чрез брак графиня на Кампаня
- Ирис Адами Корадети (1904 – 1998), оперна певица
- Камило Агрипа (1535 – 1595), един от най-великите теоретици на фехтовката на всички времена
- Камило Акили (1921 – 1998), футболист и треньор
- Карло Абате (1859 – 1941), скулптор
- Карло Висконти (1523 – 1565), кардинал и епископ през 16 век
- Карло Емилио Гада (1893 – 1973), писател
- Карло Паоло Агаци (1870 – 1922), художник
- Карло Франки, по-известен с псевдонима си „Жимакс“ (р. 1938), италиански пилот от Формула 1
- Катерина Висконти (1360 или ок. 1361 или 1362 – 1404), последна господарка на Милано (1385 – 1395) и първа херцогиня на Милано (1395 – 1402)
- Клаудио Абадо (1933 – 2014), диригент
- Клаудио Дето (р. 1950), художник на съвременно изкуство
- Корадо Фаби (р. 1961), пилот от Формула 1
- Кристиан Броки (р. 1976), футболист, полузащитник
- Кристина Скабия (р. 1972), певица, конраалт, вокалистка на Лакуна Койл
- Леонида Лукета (1911 – ?), футболист
- Леополдо Конти (1901 – 1970), футболист и треньор, национал
- Лудовико Ачерби (сред.16 век – 1622), политик и магистрат, регент на Gran Corte della Vicaria на испанското вицекралство на Неапол
- Луиджи Адемоло (1764 – 1849), художник
- Луиджи Вилорези (1909 – 1997), пилот от Формула 1
- Луиджи Маркези (1754 – 1829), от последните знаменити певци-кастрати от края на 18 и началото на 19 век
- Луиджи Пиоти (1913 – 1971), пилот от Формула 1
- Луиджи Чевенини (1895 – 1968), футболист и треньор
- Лукреция Кривели (1452 – 1534), метреса на миланския херцог Лудовико Мария Сфорца и майка на Джовани Паоло I Сфорца – пръв маркиз на Караваджо, вероятно изобразена на маслената картина „Прекрасната Ферониера“ на Леонардо да Винчи
- Лукреция Ландриани (ок. 1440 – ?), благородничка, графиня, метреса на миланския херцог Галеацо Мария Сфорца и майка на известната графиня на Форли и господарка на Имола Катерина Сфорца
- Лучано Гариболди (1927 – 1988), футболист
- Лучия Бозе (1931 – 2020), актриса
- Лучия Висконти (1372 – 1424), чрез женитба графиня на Кент (1407– 1424)
- Лучила Агости (р. 1978), телевизионна и радио водеща и актриса
- Лучия Марлиани, нар. la Baietta (ок. 1445 – 1522), благородничка, метреса на миланския херцог Галеацо Мария Сфорца
- Люсиен Бианки (р. 1934), бивш италиански пилот на Формула 1
- Малика Аян (р. 1984), певица, авторка на песни и виолончелистка
- Масимилиано Сфорца (1493 – 1530), херцог на Милано (1512 – 1515)
- Мануел Аниели (р. 1966), алтернативен рок певец, солист на група Afterhours
- Мариана де Лейва или сестра Вирджиния Мария, по-известна като Монахинята от Монца (1575 – 1650), благородничка, съгосподарка на Монца заедно с братята си, монахиня – главна героиня на известен скандал в град Монца, Северна Италия в началото на 17 век
- Марко Акили (1948 – 2009), футболист, еднократен шампион на италианската Серия А
- Марио Ачерби (1887 – 1982), художник
- Марио Белини (р. 1935), архитект
- Марияанджела Мелато (1941 – 2013), актриса
- Мария Гаетана Аниези (1718 – 1799), първата жена в света, написала наръчник по математика и първата жена, назначена като професор по математика в университет, пише първата книга, обсъждаща както диференциалното, така и интегралното смятане
- Мария Корти (1915 – 2002), филоложка, литературна критичка и писателка в жанра исторически роман и документалистика
- Марио Мерц (1925 – 2003), художник и скулптор, представител на Arte Povera и на концептуалното изкуство
- Мария Тереза Аниези Пинотини (1720 – 1795), клавесинистка
- Марио Монти (р. 1943), икономист, министър-председател на Италия от 2011 до 2013 г.
- Марио Понцо (1882 – 1960), академичен психолог, известен с илюзията на Понцо
- Марко Абате (р. 1962), математик
- Марко Делвекио (р. 1973), футболист
- Марко Ферери (1928 – 1997), филмов режисьор
- Марта Аба (1900 – 1988), актриса
- Марчело Абадо (1926 – 2020), пианист
- Матео Салвини (р. 1973), политик
- Маурицио Полини (р. 1942), пианист
- Микеле Алборето (1956 – 2001), автомобилен състезател, пилот от Формула 1
- Нело Пагани (1911 – 2003), пилот от Формула 1
- Нино Рота, род. Джовани Рота Риналди (1911 – 1979), композитор, автор на музиката към филми на Федерико Фелини, Лукино Висконти, Франко Дзефирели и на първите два филма от „Кръстникът“ на Франсис Форд Копола
- Оливиеро Тоскани (р. 1942), фотограф
- Паоло Барила (р. 1961), пилот от Формула 1
- Паоло Малдини (р. 1968), италиански футболист, защитник, смятан за един от най-добрите защитници за всички времена
- Паоло Несполи (р. 1957), астронавт и инженер
- Пий IV, роден Джовани Анджело Медичи (1499 – 1565), папа (1559 – 1565)
- Пино Прести (р. 1943), басист, аранжор, композитор, диригент и звукозаписен продуцент
- Ренцо де Веки (1894 – 1967), футболист и треньор, защитник
- Рикардо Палети (1958 – 1982), автомобилен състезател, пилот от Формула 1
- Роберто Манини (р. 1942), футболист
- Рикардо Шаи (р. 1953), диригент от френски произход
- Роберто Абадо (р. 1954.), диригент
- Роберто Полуци (р. 1936), футболист
- Родолфо Негри (1913 – ?), футболист
- Саманта Кристофорети (р. 1977), астронавтка, пилот и инженер
- Сандро Салвадоре (1939 – 2007), футболист-защитник, национал
- Серджо Мантовани (1929 – 2011), пилот от Формула 1
- Силвио Берлускони (1936 – 2023), предприемач и политик, министър-председател на Италия в четири правителства
- Стефано Висконти (1288 – 1327), господар на Арона, син на господаря на Милано Матео I Висконти
- Стефано Мария Леняни (1661 – 1713), бароков художник
- Тадеа Висконти (1351 – 1381), съпруга на херцога на Бавария (впоследствие Херцогство Бавария-Инголщат) Стефан III и от 1367 г. – херцогиня на Бавария
- Тео Фаби (р. 1955), пилот от Формула 1
- Тристано Сфорца (1422 – 1477), кондотиер, господар на Саличето, Ночето и Лузураско (от 1466 г.) от фамилията Сфорца
- Умберто Гуарниери (1911 – 1973), футболист, полузащитник или нападател
- Фабио Понцио (р.1959), фотограф
- Федерико Аниели (1626 – 1702), гравьор
- Федец, псевдоним на Федерико Леонардо Лучия (р. 1989), рапър и музикален продуцент
- Фердинандо д'Ада (1650 – 1719), кардинал на Сан Клементе, Сан Пиетро ин Винколи, Санта Балбина и Албано, архиепископ на Амасия и апостолически нунций във Великобритания
- Филипо Абиати (1640 – 1715), художник
- Филипо дела Торе (нач. на 13 век – 1265), господар на Милано (1263 – 1265)
- Филипо Мария Висконти (1392 – 1447), 3-ти херцог на Милано (1412 – 1447)
- Франка Валери (1920 – 2020), актриса
- Франко Брузати (1922 – 1993), филмов режисьор и сценарист
- Франц Адам (1815 – 1886), художник
- Франческо II Сфорца (1495 – 1535), последен суверенен херцог на Милано (1521 – 1535)
- Чезаре Сиепи (1923 – 2010), оперен певец, смятан за един от най-добрите баси на втората половина на 20 век
- Челе Аба (1906 – 1992), актриса

Други
- Амели дьо Боарне, принцеса Фон Лойхтенберг и херцогиня на Браганса (1812 – 1873), френско-германска аристократка и императрица на Бразилия, втора съпруга на император Педро I
- Андреа Киеза (р. 1964), швейцарски пилот от Формула 1
- Джино Бианко (р. 196), испански пилот на Формула 1
- Пиера Олание (1923 – 1990), френски лекар, психиатър и психоаналитик
- Фердинанд Карл Йозеф Австрийски-Есте (1781 – 1850), ерцхерцог, австрийски фелдмаршал и генерал-гувернатор на Галиция и Трансилвания
- Франц Йозеф I Йохан Адам фон Лихтенщайн (1726 – 1781), 8-и княз на Лихтенщайн (1772 – 1781)
- Франц IV Йозеф Карл Амброзиус Станислаус (1779 – 1846), ерцхерцог на Австрия от линията Австрия-Есте, херцог на Модена и Реджо (1814 – 1846)
- Фьодор Антонович Бруни, род. Фиделио Джовани Бруни (1799 – 1875), известен руски художник от италиански произход, представител на Академизма
- Принц Хайнрих Мориц фон Батенберг (1858 – 1896), германски принц от рода Батенберг, брат на Лудвиг Александър фон Батенберг и княз Александър I Батенберг, по-късно член на британското кралско семейство след брака си с принцеса Беатрис

## Починали в Милано
Българи
- Аделина Антон Попова (1891 – 1912), оперна певица
- Алберт Пинкас (1897 – 1967), певец (тенор и кантор) и изпълнител на шлагери („стари градски песни“ от 1930-те и 1940-те г.)
- Гена Димитрова (1941 – 2005), оперна певица
- Елена Николай (1905 – 1993), оперна певица, мецосопран
- Иван Балабанов (1887 – 1969), предприемач
- Петър Чаулев (1881 – 1924), революционер, член на Централния комитет на Вътрешната македонска революционна организация
- Ставруда Фратева (1880 – 1963), актриса, една от първите български филмови актриси

Италианци
- Свети Амвросий Медиолански (ок. 330 – 397), християнски светец, епископ на Милано, богослов и проповедник, един от четирите велики латински отци на Църквата
- Алесандро Бентивольо (1474 – 1532), кондотиер, благородник от рода Бентивольо
- Алесандро Манцони (1785 – 1873), класик на италианската литература, известен с основополагащи за съвременната италианска книжовност творби като историческия роман „Годениците“
- Анджело Анкилети (1943 – 2015), футболист-защитник
- Анибале II Бентивольо (1466 – 1540), кондотиер, господар на Болоня (1511 – 1512)
- Анибале Фроси (1911 – 1999), футболист и треньор
- Аниезе дел Майно (ок. 1411 – 1465), благородничка, метреса на миланския херцог Филипо Мария Висконти
- Ацо Висконти (1302 – 1339), господар на Милано (1329 – 1339)
- Беатриче д’Есте (ок. 1268 – 1334), чрез женитба господарка на Милано
- Бонифачо Бембо (ок. 1420 – ок. 1480), художник от Ранния ренесанс, известен с портретите си ма двора на Миланските херцози
- Бруно Маца (1924 – 2012), футболист-полузащитник и треньор
- Валентина Дория (1290 – 1359), господарка на Милано от влиятелната фамилия Дория
- Виторио Брамбила (1937 – 2001), пилот от Формула 1
- Галеацо Мария Сфорца (1444 – 1476), 5-и херцог на Милано от (1466 – 1476)
- Гучо Джованбатиста Джачинто Дарио Мария Гучи (1881 -1953), предприемач и моден дизайнер, основател на модната компания „Гучи“
- Дарио Фо (1926 – 2016), драматург, театрален режисьор, киноактьор, комедиант, певец, художник, композитор, политически активист на италианското ляво крило и притежател на Нобелова награда за литература на 1997 г.
- Джанкарло Багети (1934 – 1995), пилот от Формула 1
- Джачинто Факети (1942 – 2006), футболист-защитник
- Джовани Висконти (1290 – 1354), от 1329 г. кардинал, архиепископ на Милано (1342 – 1354), господар на Милано (1349 – 1354 г.)
- Джовани Мария Висконти (1388 – 1412), от 1402 г. херцог на Милано
- Джовани Ферари (1907 – 1982), футболист-полузащитник, национал и треньор
- Джузепе Арчимболдо (1527 – 1593), художник
- Джузепе Балерио (1909 – 1999), футболист-защитник
- Джузепе Верди (1813 – 1901), композитор
- Джузепе Молтени (1800 – 1867), художник
- Джузепе Унгарети (1888 – 1970), поет, един от най-големите поети на 20 век
- Джулио I Чибо-Маласпина (1525 – 1548), маркиз на Маса и господар на Карара, Монета и Авенца (1546 – 1547), римски и генуезки патриций, патриций на Пиза и Флоренция, неаполитански патриций, благородник на Витербо, полковник от Френската армия
- Дино Будзати (1906 – 1972), публицист, есеист, писател и художник, особено известен със сюрреалистичната си проза и своите разкази с фантастичен елемент
- Дино Оливети (1912 – 1976), предприемач и инженер, син на италианския инженер и предприемач от еврейски произход Камило Оливети – основател на Оливети
- Еторе Зотзас младши (1917 – 2007), архитект, дизайнер, фотограф, интелектуалец и художник
- Еудженио Монтале (1896 – 1981), поет, носител на Нобелова награда за литература за 1975 г.
- Иполита Сфорца (1481 – 1520), благородничка от фамилията Сфорца, чрез брак графиня на Кампаня
- Карло Боромео (1538 – 1584), духовник
- Карло Кара (1881 – 1966), художник и писател, съосновател на италианския футуризъм
- Консалво Санези (1911 – 1998), пилот от Формула 1
- Корнелия Салонина (? – 268), Августа, съпруга на римския император Галиен
- Леополдо Конти (1910 – 1970), футболист и треньор, национал
- Лукино Висконти (1287 или 1292 – 1349), кондотиер, съгосподар на Милано (1339 – 1349) заедно с брат си архиепископ Джовани Висконти
- Лучано Фабро (1936 – 2007), художник и скулптор, теоретик на изкуството, представител на Arte Povera и на концептуалното изкуство
- Лучия Марлиани, нар. la Baietta (ок. 1445 – 1522), благородничка, метреса на миланския херцог Галеацо Мария Сфорца
- Мариана де Лейва или сестра Вирджиния Мария, по-известна като Монахинята от Монца (1575 – 1650), благородничка, съгосподарка на Монца, монахиня – главна героиня на известен скандал в град Монца, Северна Италия в началото на 17 век
- Мария Гаетана Аниези (1718 – 1799), първата жена в света, написала наръчник по математика и първата жена, назначена като професор по математика в университет
- Марио Мерц (1925 – 2003), художник и скулптор, представител на Arte Povera и на концептуалното изкуство
- Мариана де Лейва или сестра Вирджиния Мария, по-известна като Монахинята от Монца (1575 – 1650), италианска благородничка, съгосподарка на Монца заедно с братята си, монахиня – главна героиня на известен скандал в град Монца, Северна Италия в началото на 17 век
- Матео I Висконти, нар. Матео Велики (1250 – 1322), капитан на народа и фактически господар на Милано (1287−1302), граф на Милано (1311 – 1322), имперски викарий за Ломбардия (1297 – 1317)
- Маурицио Гучи (1948 – 1995), предприемач, президент на Модна къща „Гучи“ (1983 – 1993)
- Мауро Белуджи (1950 – 2021), футболист-полузащитник
- Медардо Росо (1858 – 1928), скулптор, важен представител на италианския импресионизъм
- Милва (1939 – 2021), певица и театрална актриса
- Николо Пичинино (ок. 1380 – 1444), кондотиер
- Отоне Висконти (1207 – 1295), архиепископ на Милано (22 юли 1262 – 8 август 1295) и сеньор на Милано (1277 – 1278 и 1282 – 1287), пръв от фамилията Висконти
- Отиеро Отиери (1924 – 2020), социолог, драматург, поет и писател на произведения в жанра драма
- Ренцо Де Веки (1894 – 1967), футболист и треньор, защитник
- Роберто Липи (1926 – 2011), пилот от Формула 1
- Родолфо Гучи, известен със сценичното име Маурицио Д'Анкона (1912 – 1983), актьор и предприемач
- Серджо Мантовани (1929 – 2001), пилот от Формула 1
- Стефано Висконти (1288 – 1327), господар на Арона, син на господаря на Милано Матео I Висконти
- Стефано Мария Леняни (1661 – 1713), бароков художник
- Теодосий I (347 – 395), император
- Тото Кутуньо (1943 – 2023), италиански певец и композитор
- Тристано Сфорца (1422 – 1477), кондотиер, господар на Саличето, Ночето и Лузураско (от 1466 г.) от фамилията Сфорца
- Умберто Еко (1932 – 2016), писател, философ-семиотик и медиевист
- Федерико Пизани (1974 – 1997), футболист, нападател
- Филипо дела Торе (нач. на 13 век – 1265), господар на Милано (1263 – 1265)
- Филипо Мария Висконти (1392 – 1447), 3-ти херцог на Милано (1412 – 1447)
- Филипо Мария Сфорца (1448 – 1492) от фамилията Сфорца, граф на Корсика и Павия от 1466/1472 г., граф на Бари
- Франко Корели (1921 – 2003), тенор, пял на много международни оперни сцени между 1950 и 1976 г.
- Франческо Айец (1791 – 1882), художник
- Франческо Канова да Милано (1497 – 1543), виртуозен лютенист и композитор от епохата на Ренесанса, един от най-големите музиканти на 16 век
- Франческо Сфорца (1401 – 1466), 4-ти херцог на Милано (1450 – 1466), родоначалник на фамилията Сфорца
- Чезаре Мусати (1897 – 1989), математик и психолог, считан е за едни от пионерите в Гещалт теорията и психоанализата в Италия

Други
- Виктор Мавъра (3 век – ок. 303), християнски мъченик, почитан като светец
- Карл Томас Моцарт (1784 – 1858), по-големият от двамата оцелели синове на Волфганг Амадеус Моцарт и Констанца Вебер
- Йозеф Радецки (1766 – 1858), чешки благородник в Кралство Бохемия (граф), изтъкнат военачалник (фелдмаршал) и администратор от Австрийската империя от първата половина на 19 век
- Максимилиан Карл Албрехт фон Льовенщайн-Вертхайм-Рошфор (1656 – 1718), граф (1672 – 1718), от 1711 г. първият княз на Льовенщайн-Вертхайм-Рошфор и австрийски офицер
- Микелето Кореля (? – 1508), испански кондотиер и професионален убиец на служба при Чезаре Борджия
- Рудолф IV Основател (1339 – 1365), херцог (и самопровъзгласил се ерцхерцог) на Австрия (1358 – 1365), херцог на Щирия и Каринтия от 20 юли 1358 г., граф на Тирол от 1363 г.
- Руджер Йосип Бошкович (1711 – 1787), дубровнишки учен, философ, йезуитски свещеник и поет
- Аугустус Чарлз Хобърт-Хемпдън, по-известен като Хобърт паша (1822 – 1886), английски военен на османска служба, главнокомандващ на Османския флот по време на Руско-турската война от 1877 – 1878 г.
- Хърбърт Килпин (1870 – 1916), английски футболист и треньор, един от основателите на ФК „Милан“, като е и първият капитан и треньор в историята на отбора

## Други личности, свързани с Милано
- Вергилий (70 пр.н.е. – 19 г.), поет, учи в града през 55 пр.н.е.-51 пр.н.е.
- Джан Галеацо Висконти, нар. Графът на Вертю (1351 – 1402), най-могъщият от рода Висконти, 1-ви херцог на Милано
- Леонардо да Винчи (1452 – 1519), учен и художник, живее в града (1482 – 1499 и 1506 – 1513)
- Лудовико Мария Сфорца „Мавъра“ (1451 или 1452 -1507), 7-и херцог на Милано (1494 – 1499)
- Константин Йосифов (1893 – 1977), български инженер, следва и се дипломира в града (1919 – 1925)
- Марко ван Бастен (р. 1964), нидерландски футболист, работи в града (1987 – 1993)